# Östra Baggböle
Östra Baggböle (fi. Itä-Pakila) är en del av Östra Baggböle distrikt i Helsingfors stad. 
Östra och Västra Baggböle delas itu av motorvägen Tusbyleden. Dessutom delar omfartsleden Ring I Östra baggböle i en nordlig och en sydlig del. 

## Historia

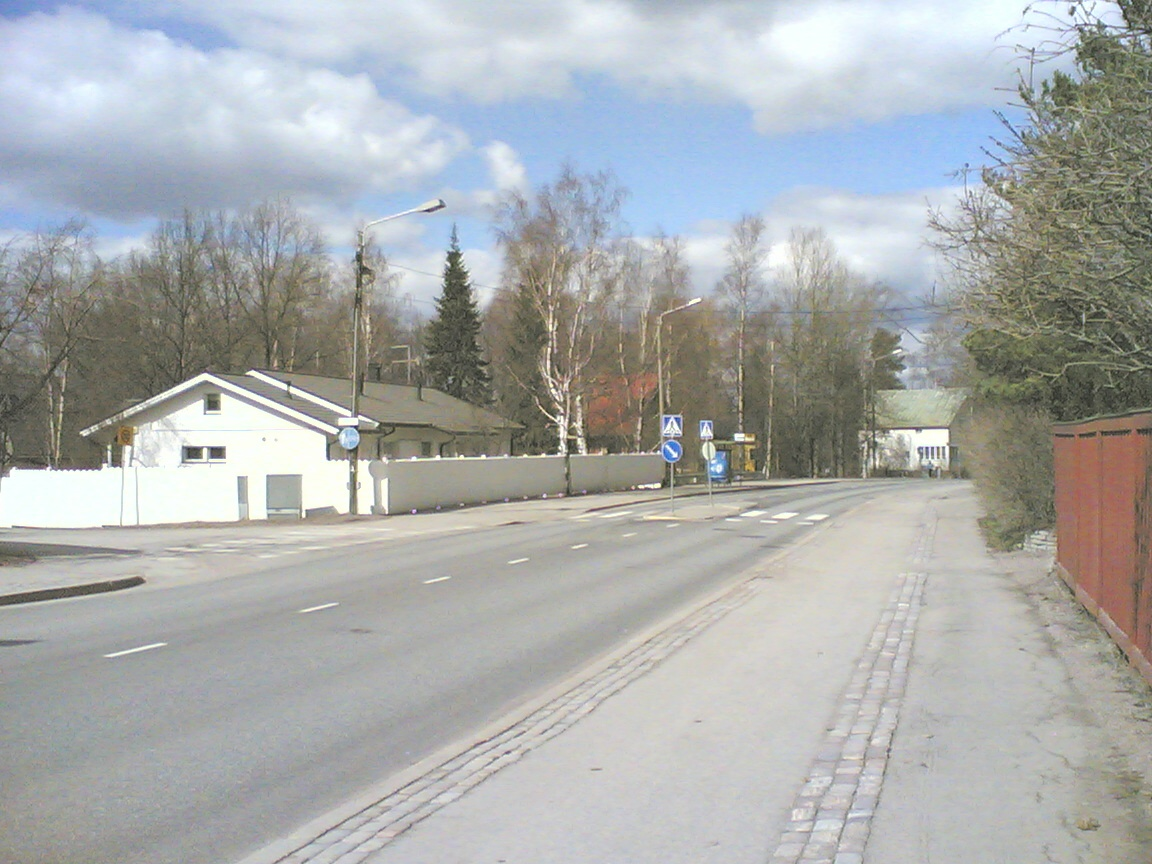
Östra Baggböle

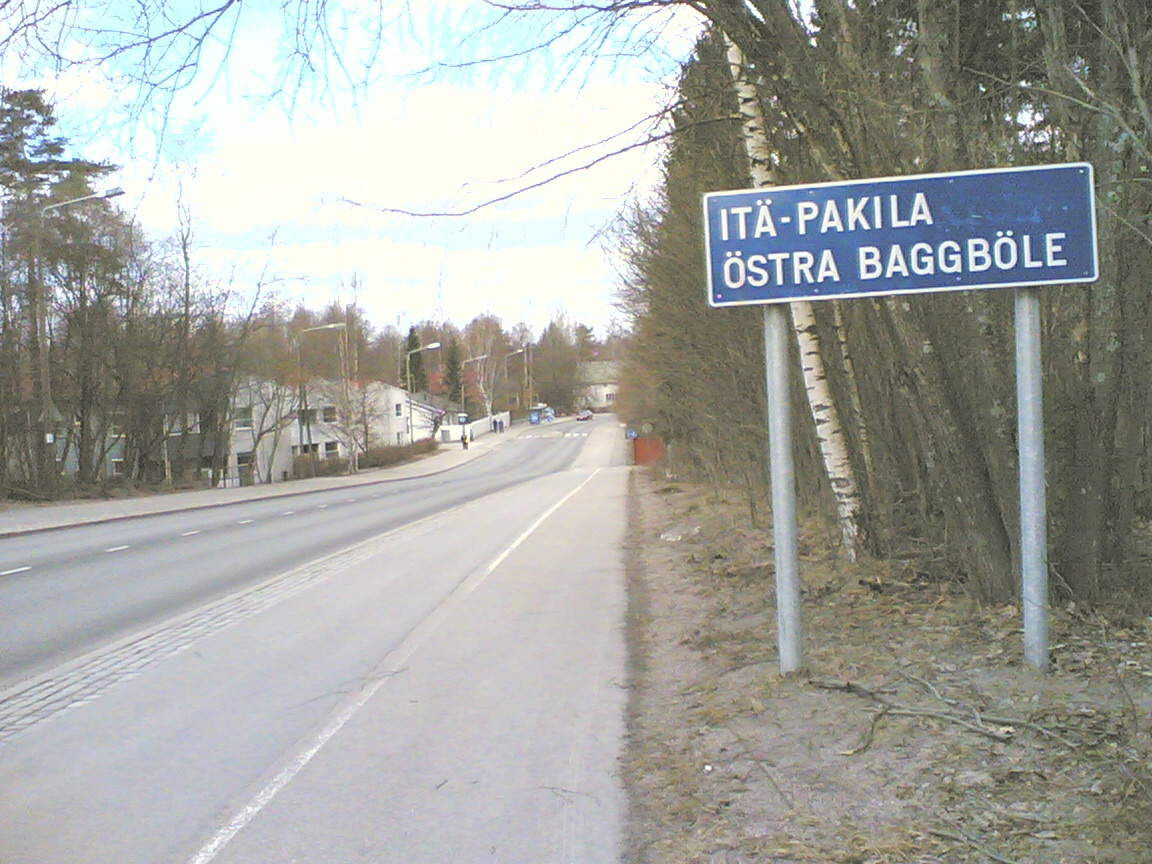
Östra Baggböle och Samhällsvägen